# 鬼屋 (2003年電影)
《鬼屋》（英語：The Haunted Mansion）是一部2003年美國超自然恐怖喜劇片，故事靈感取自迪士尼的主題樂園幽靈公館。由罗伯·明可夫執導，艾迪·墨菲主演。講述一家人因緣際會住進一棟鬧鬼的大宅邸，他們必須團結合作解開大宅的謎團度過難關。
該片於2003年11月26日在美國上映，以9000萬美元的預算而在全球取得了超過1.82億美元的票房。本片雖然獲得票房成功，但是口碑差勁遭受影評界抨擊。但後來獲得影迷邪典追捧。2023年，同樣取材自幽靈公館的幽靈公館電影正式上映。

## 演員
- 艾迪·墨菲 飾 吉姆·艾佛斯
- 泰倫斯·史丹普（英语：Terence Stamp） 飾 拉姆斯利
- 納森尼爾·帕克（英语：Nathaniel Parker） 飾 愛德華·格雷西主人
- 瑪莎·湯普森（英语：Marsha Thomason） 飾 莎拉·艾佛斯
- 珍妮佛·提莉 飾 李歐塔夫人
- 馬克·約翰·傑佛瑞斯（英语：Marc John Jefferies） 飾 麥可·艾佛斯
- 艾麗爾·亞歷山大·戴維斯（英语：Ariel Alexandria Davis） 飾 梅根·艾佛斯
- 科瑞·伯頓（英语：Corey Burton） 飾 鬼魂主持（配音）

## 外部連結
- 官方网站
- 互联网电影数据库（IMDb）上《The Haunted Mansion》的资料（英文）
- TCM电影资料库上《The Haunted Mansion》的资料（英文）
- AllMovie上《The Haunted Mansion》的资料（英文）